# Kornokipos
Kornokipos (gr. Κορνόκηπος, tur. Görneç) – wieś na Cyprze, w dystrykcie Famagusta. Położona jest na terenie republiki Cypru Północnego.